# Пентакозан
Пентакозан — насичений вуглеводень, алкан (C25H52).

## Фізичні властивості
Температура плавлення 53,5 °C;
температура кипіння 401 °C);
Тиск пари (в мм рт.ст.): 1 (196 °C); 10 (245 °C); 40 (283 °C); 100 (313 °C); 400 (370 °C).
Крім нафти в природі ідентифікований в бруньках берези.

## Ізомерія
Теоретично можливо 36 797 588 структурних ізомерів з таким числом атомів.

## Застосування
Компонент вазеліну, парафіну.